# سیارک ۱۱۴۳۱
سیارک ۱۱۴۳۱ (به انگلیسی: 11431 Karelbosscha، نامگذاری:4843T-1) یازده هزار و چهارصد و سی و یکمین سیارک کشف شده‌است که در ۱۳ مه ۱۹۷۱ کشف شد.
قدر مطلق سیارک برابر ۲۰.۴ است.